# Esdoornkruikje
Het esdoornkruikje (Splanchnonema pupula) is een schimmel die behoort tot de familie Pleomassariaceae. Het leeft saprotroof in loofbossen op rijke zandgronden op dode takken van esdoorn (Acer).

## Kenmerken
De ascomata zijn verzonken onder het periderm. Ze staan individueel of in kleine groepjes. Ze zijn ingedrukt bolvormig en hebben een diameter van 550-715 µm en een hoogte tot 330-440 µm. Het peridium is 35-40 dik bij de basis. De asci zijn 8-sporig en meten 130-180 × 30-45 µm. De ascosporen zijn donker bruin, omgekeerd eivormig, 3-(5-6) septaat en meten 38-58 × 14-20 µm

## Verpreiding
In Nederland komt het esdoornkruikje zeldzaam voor.

## Foto's

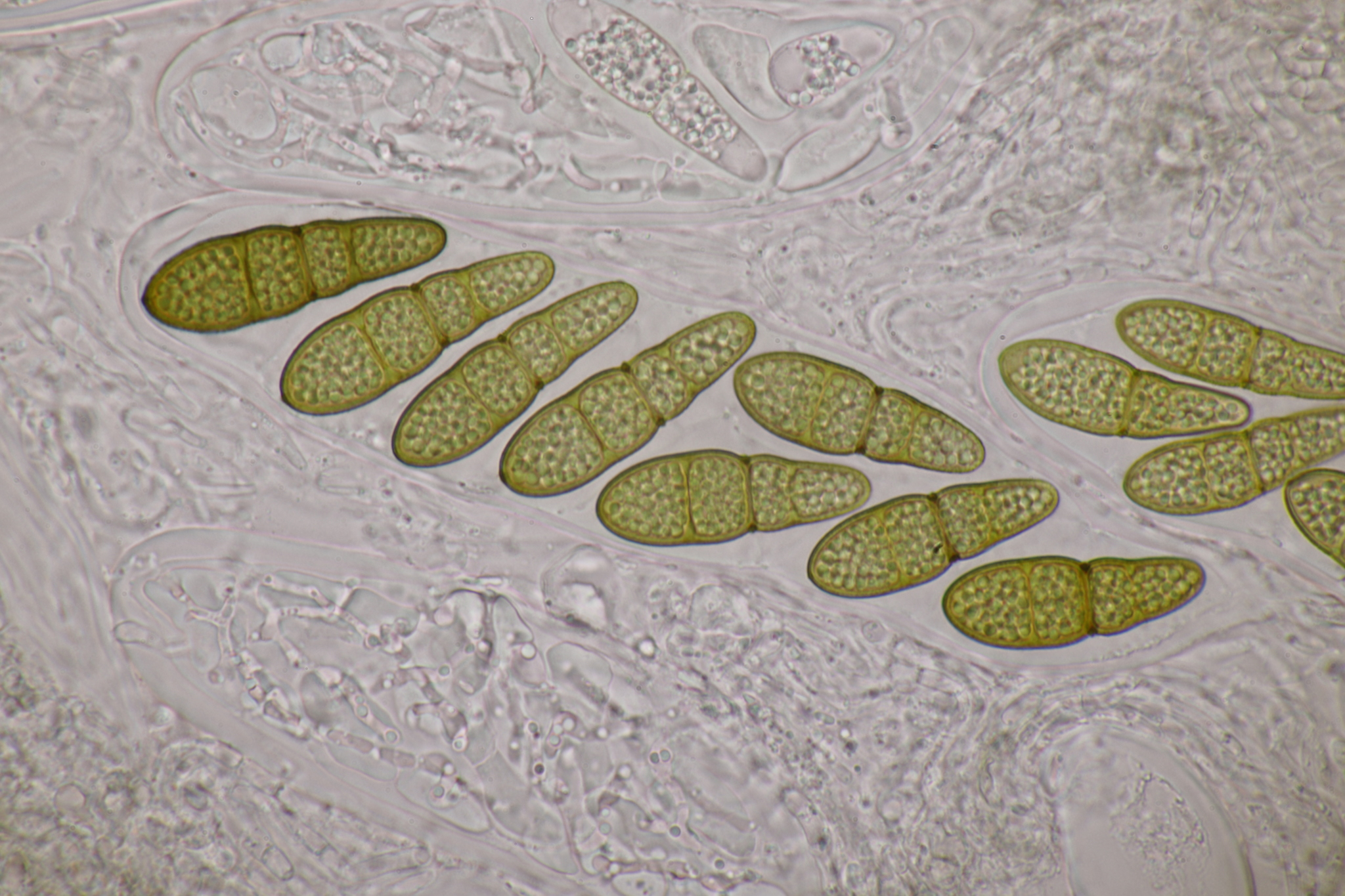
Ascus met sporen
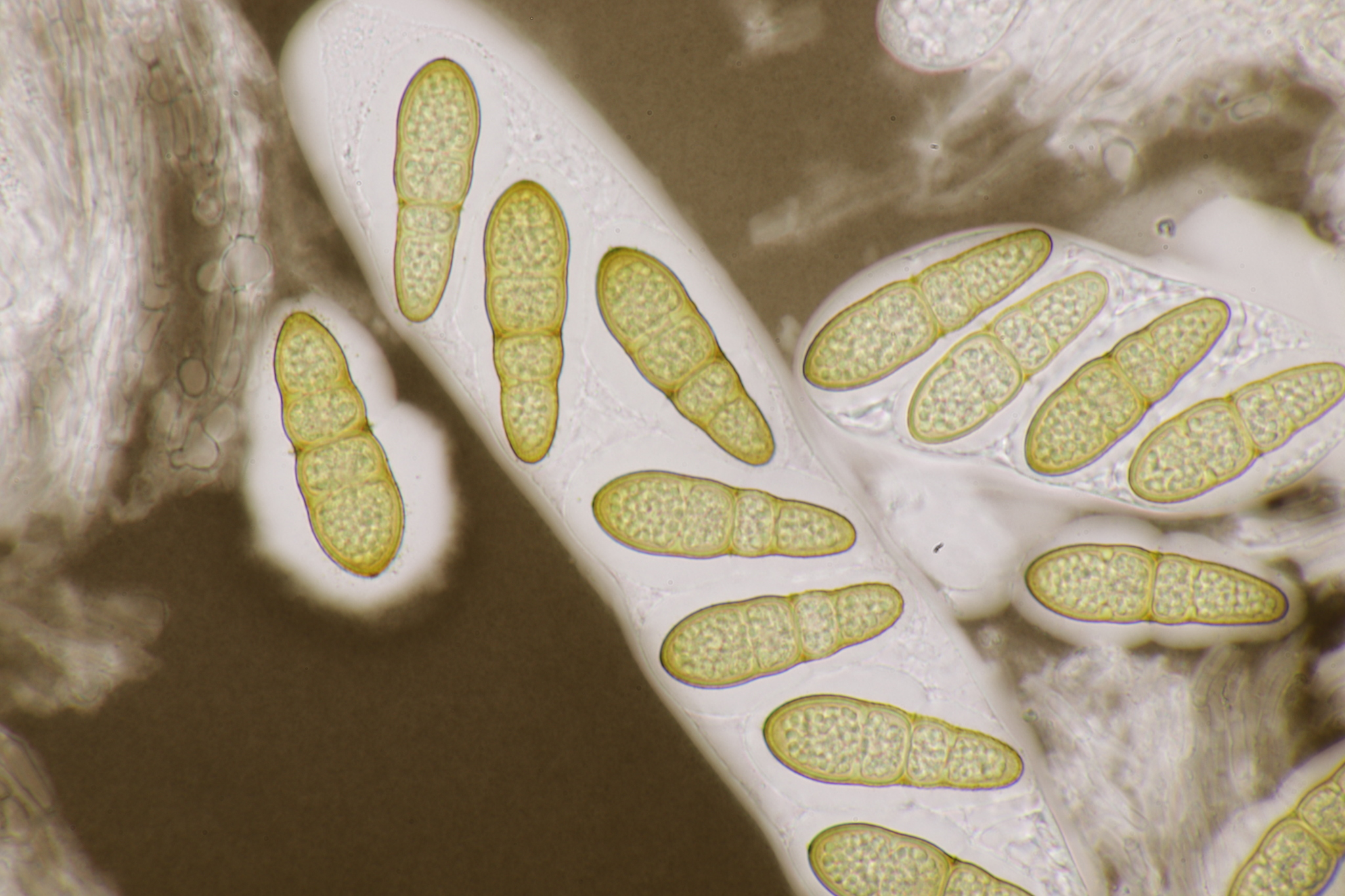
Asci met sporen